# Chiesa di San Pietro alla Magione
La chiesa di San Pietro alla Magione si trova a Siena in via Camollia.

## Storia
Attestata fin dal 998, la chiesa appartenne ai Cavalieri Templari sin dal XII secolo, come risulta da un documento del 1148. I templari vi tenevano un ospizio per pellegrini ("la Magione") da cui la chiesa prese il nome. Con la soppressione dei templari avvenuta nel 1312, la chiesa passò ai Cavalieri Ospitalieri che assunsero successivamente il titolo di Ordine dei Cavalieri di Malta. Dall'Ordine melitense la chiesa passò in seguito alla diocesi, divenendo titolo parrocchiale ancora oggi esistente. 
Nell'oratorio adiacente, intitolato alla Presentazione della Vergine al Tempio e realizzato nel 1526, è presente ed opera da alcuni anni il centro locale dei Salesiani cooperatori di Siena, che si ispira alla spiritualità di don Bosco per l'educazione cristiana ed umana dei giovani. La chiesa continua ancora oggi ad essere il luogo per le riunioni e le celebrazione della sezione senese del Sovrano Militare Ordine di Malta. 
Nel 1980 ospitò infatti l'allora Gran Maestro dell'Ordine Fra' Angelo de Mojana di Cologna, in occasione della cerimonia di conferimento da parte dell'Ordine del titolo di "Sovrana" alla Contrada dell'Istrice, nel cui territorio sorge la chiesa.

## Descrizione

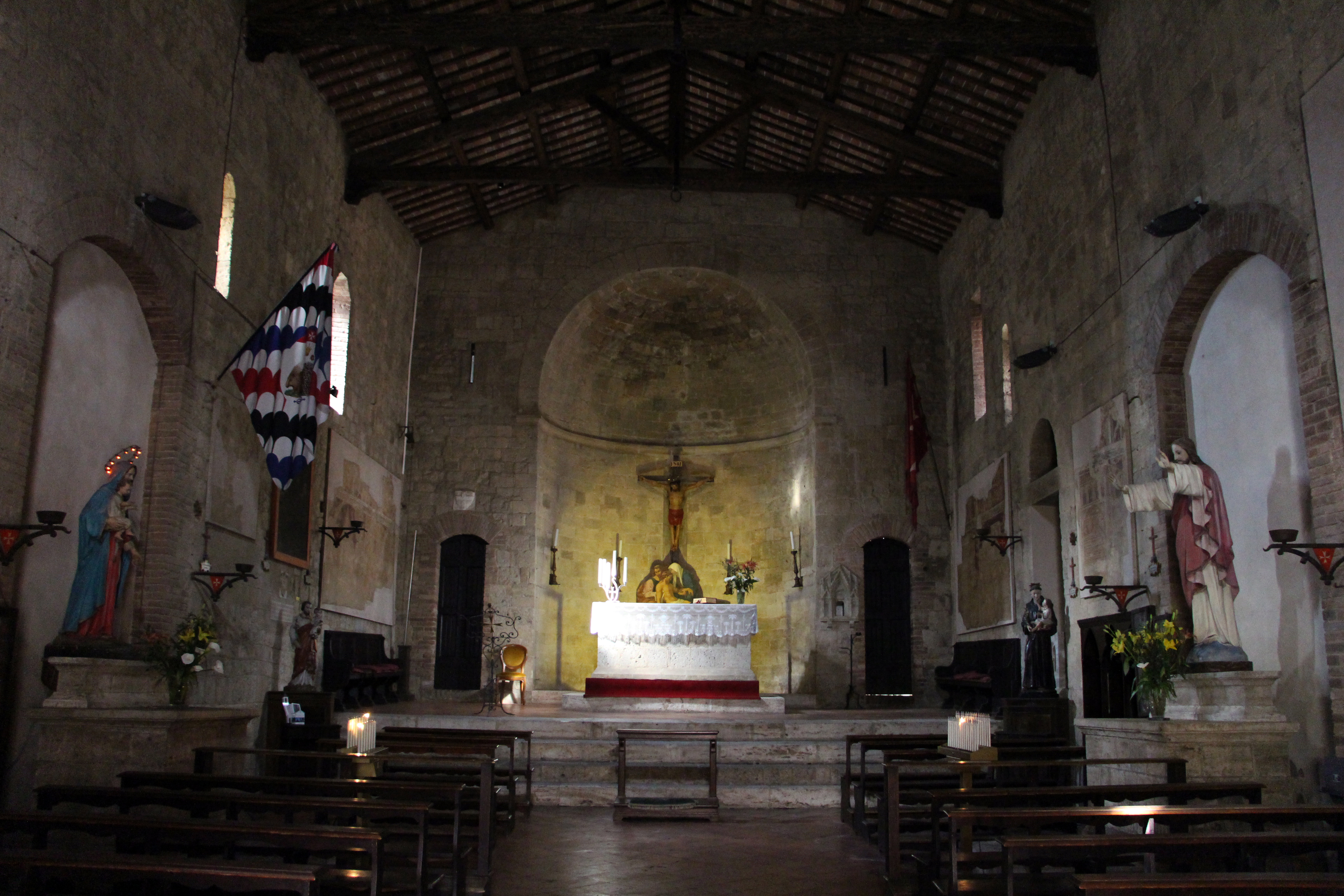
L'interno

Edificio in pietra in stile romanico, è preceduto da una scalinata e mostra una facciata a capanna in pietra, anch'essa romanica, del XII o XIII secolo, con portale gotico del XIV secolo e con coronamento ad archetti rifatto in maniera arbitraria ad inizio del XX secolo. Nel retro, accanto all'abside, si può notare il caratteristico campanile a vela, tipico delle magioni templari. All'esterno, sul fianco, è possibile notare diverse croci templari scolpite nella muratura. Sulla destra è una cappella in mattoni, eretta nel 1523-1526 come ex voto per la peste.
L'austero aspetto dell'interno, ad unica navata illuminata da finestrelle altre e strette, con presbiterio rialzato, abside e copertura a capriate, si deve ai ripristini del 1957. Tra le opere d'arte, una nicchia gotica (per riporvi i sacri vasi durante la Messa) della seconda metà del Trecento a fianco dell'altare principale e frammenti di affreschi a monocromo (Crocifissione e Storie bibliche) di Cristoforo di Bindoccio e Meo di Pero, databili alla fine del Trecento e provenienti da una stanza dell'ospizio.
Nella cappella di destra una Madonna col Bambino di Bartolomeo Neroni detto il Riccio, del XVI secolo, la Madonna con i santi Giovanni Battista e Pietro di Diego Pesco (1760) e due tele seicentesche assai modeste di indubbia attribuzione raffiguranti sant'Ugo e il martirio di san Donnino, a sinistra e destra rispettivamente.

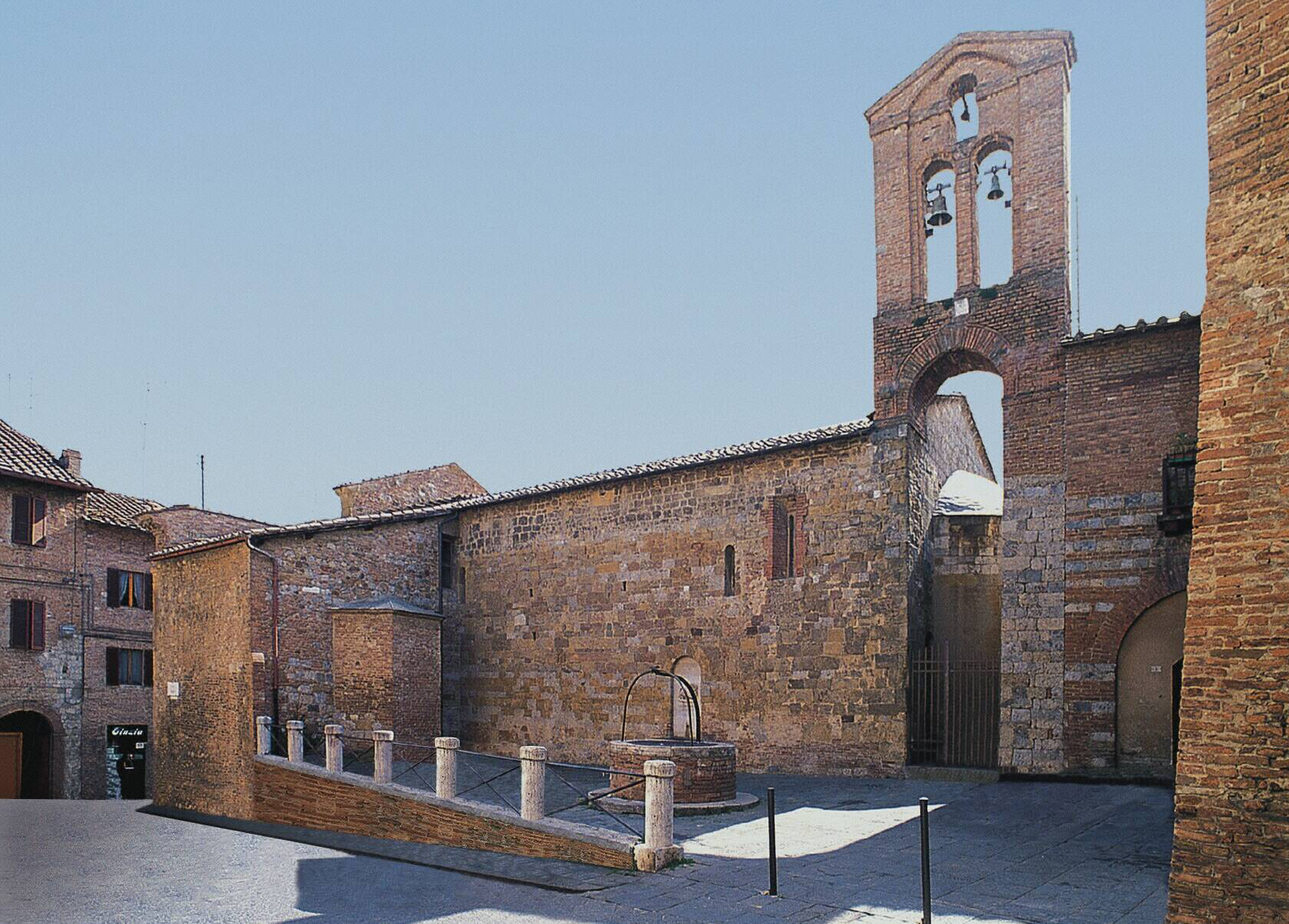
Veduta del fianco destro e del campanile a vela
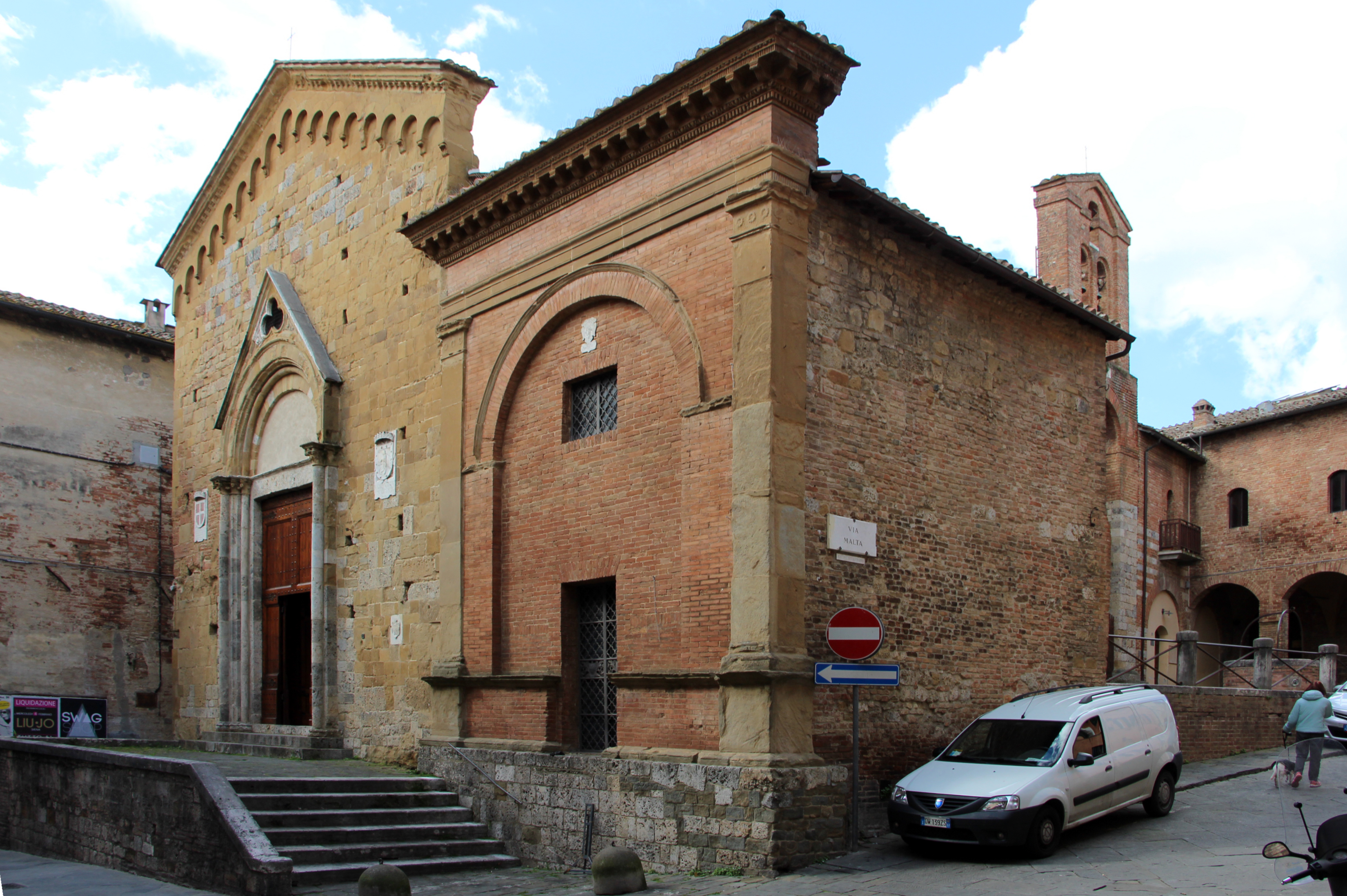
Facciata e cappella laterale cinquecentesca
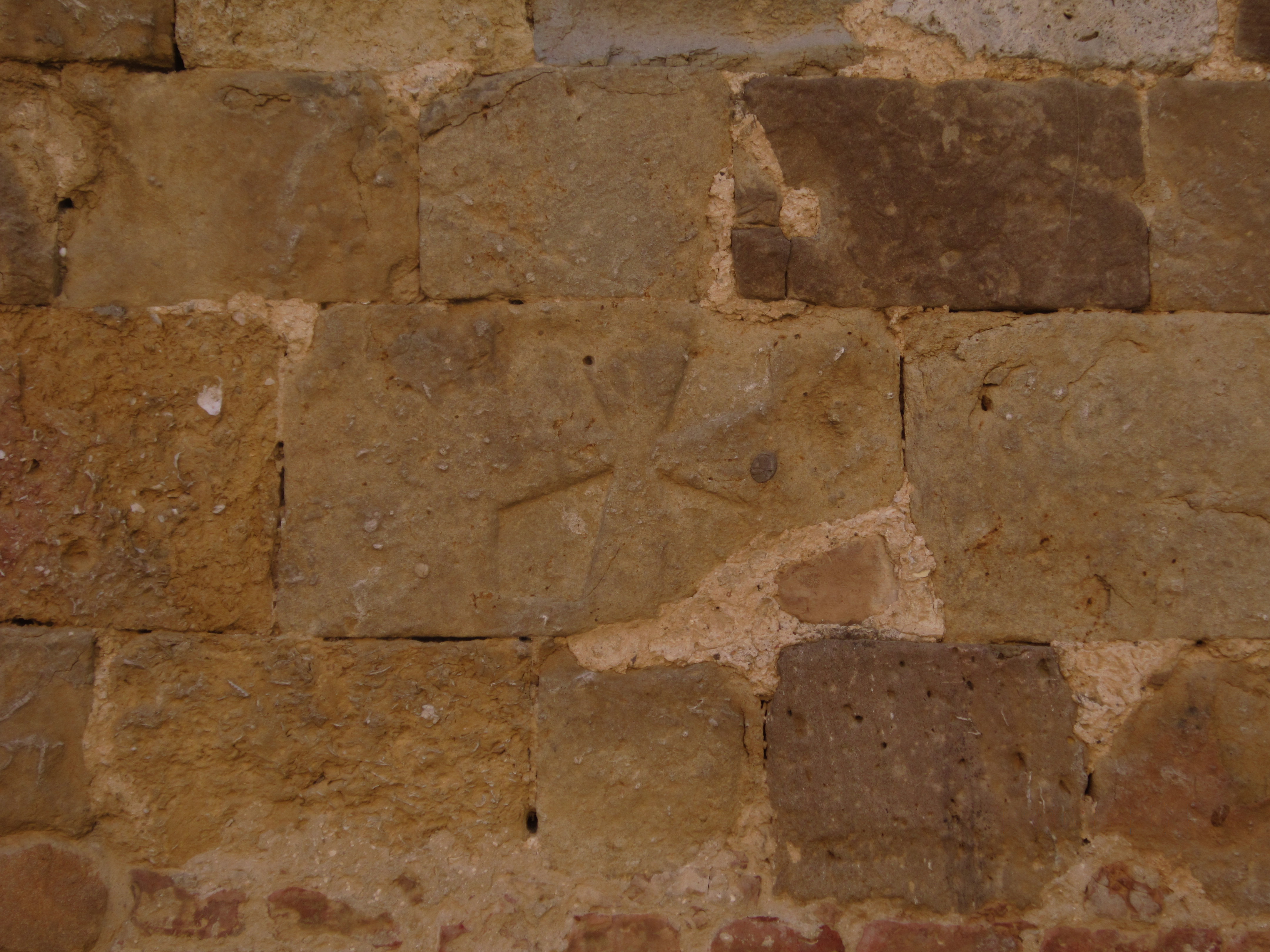
Croce templare sul fianco destro